# Hege wier van Beetgum

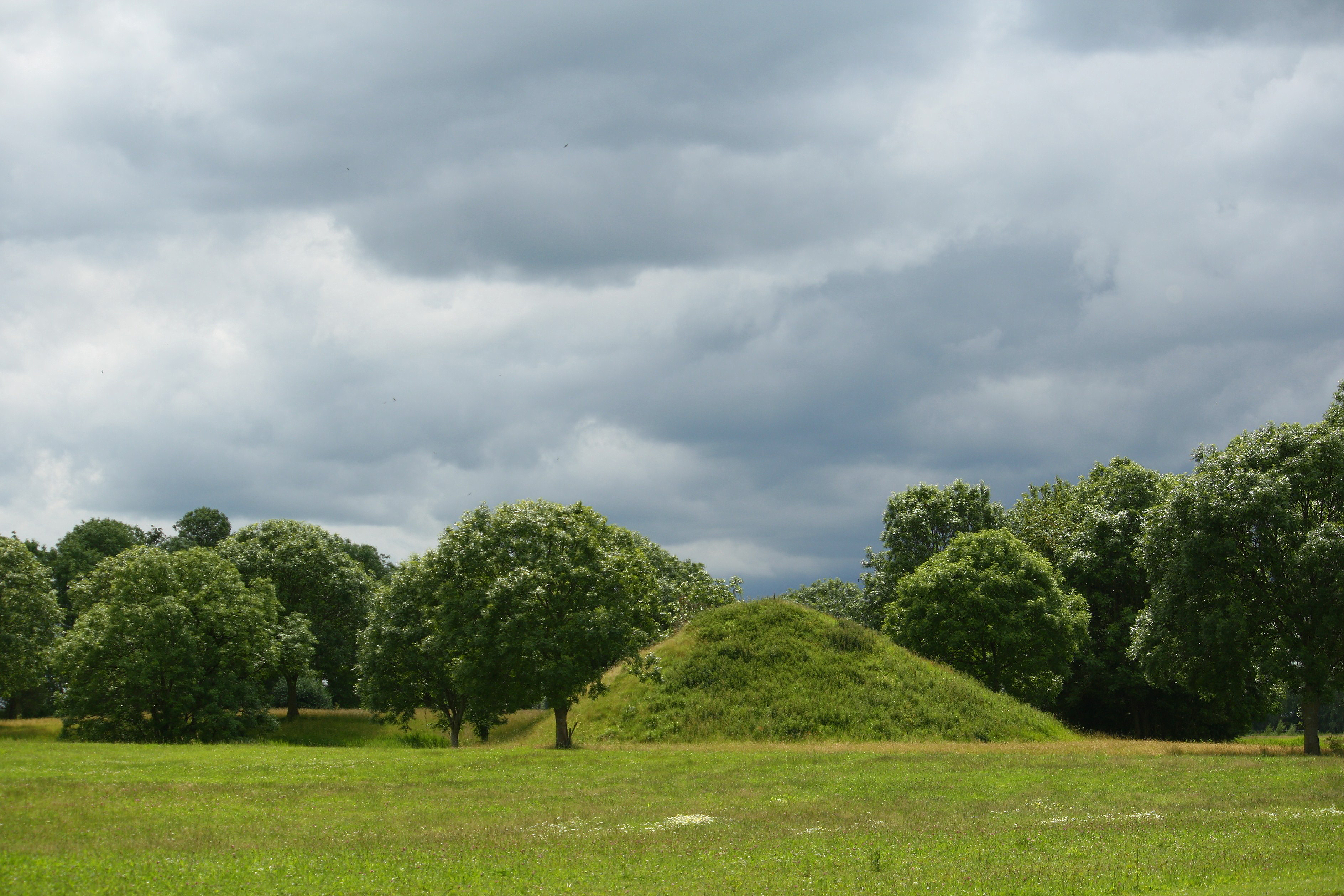
De stienswier

De hege wier (stienswier) van Beetgum is een van de vijf overgebleven kunstmatige aarden heuvels in Friesland. Deze heuvels uit de Middeleeuwen werden opgeworpen ten behoeve van een versterkte woontoren (stiens).
Het is een archeologisch rijksmonument in de gemeente Waadhoeke.